# Mns. Glumpang
Mns. Glumpang is een bestuurslaag in het regentschap Aceh Utara van de provincie Atjeh, Indonesië. Mns. Glumpang telt 171 inwoners (volkstelling 2010).